# Gosthani
Gosthani (també Champavati o Konada) és un riu d'Andhra Pradesh, que neix prop de Gajapatinagar i corre en direcció sud-est durant uns 77 km, fins que desaigua a la badia de Bengala prop de Konada.
Les principals viles per les que passa són Gajapatinagar i Andhra.